# Sava (motorfiets)
Sava is een historisch Belgisch merk van fietsen en motorfietsen.
De bedrijfsnaam was Ets. SAVA, gevestigd in Lambermont (Luik).
Aanvankelijk produceerde dit bedrijf fietsen onder de merknamen SAVA, Ribby, Royal, en Leperrs. Men was ook importeur van het Britse merk Hercules (mogelijk werden deze fietsen geproduceerd door Hercules in Birmingham).
Rond 1949 produceerde men ook lichte motorfietsjes met 98 cc Sachs-blokjes.